# Zweite Liga – Die Indianer von Cleveland sind zurück
Zweite Liga – Die Indianer von Cleveland sind zurück (Originaltitel: Major League: Back to the Minors) ist ein US-amerikanischer Spielfilm aus dem Jahre 1998. Regie führte John Warren. Der Film ist nach Die Indianer von Cleveland (1989) und Die Indianer von Cleveland II (1994) der dritte in der Major League-Reihe.

## Handlung
Gus Cantrell ist ein in die Jahre gekommener Baseballprofi. Er verdient sein Geld als Pitcher bei einem kleinen Provinzclub. Eines Tages bekommt er von einem alten Freund das Angebot ein Triple-A Team in der Minor League Baseball zu managen. Hierbei greift er auf ebenfalls in die Jahre gekommenen Spieler der Indianer von Cleveland zurück. Rube Baker hilft er wieder beim Werfen, Pedro Cerrano ist mit von der Partie und schlägt wieder und er holt Taka Tanaka, der mittlerweile eine eigene Minigolfanlage besitzt, zurück.
Auch wenn der Job nicht einfach war und es viele Probleme gab, hat Gus das Team zurück auf die Erfolgsspur gebracht.

## Kritik
„Baseball-Film, der Humor mit sportlichem Ernst verbinden will, durch die unsäglich alberne Darstellung der Mannschaft den Übergang zum ernsten Sport jedoch boykottiert. Da zudem Unfairness und Gewalt zu legitimen Mitteln des Sports stilisiert werden, muss der propagierte Sportsgeist auf der Strecke bleiben.“

## Hintergrund
- Der Film referenziert auf Der Fan, einem Film von Tony Scott aus dem Jahre 1996.